# IEEE 802.11v
IEEE 802.11v és una esmena a l'estàndard IEEE 802.11 per permetre la configuració de dispositius client mentre estan connectats a xarxes sense fil. Es va publicar com a 802.11v-2011 i més tard es va incorporar a 802.11-2012
802.11 és un conjunt d'estàndards IEEE que regeixen els mètodes de transmissió de xarxes sense fil. Actualment s'utilitzen habitualment en les seves versions 802.11a, 802.11b, 802.11g, 802.11n i 802.11ac per proporcionar connectivitat sense fil a la llar, l'oficina i alguns establiments comercials.

## Gestió de xarxes sense fils
802.11v és l'estàndard de gestió de xarxes sense fil per a la família d'estàndards IEEE 802.11. 802.11v permet als dispositius client intercanviar informació sobre la topologia de la xarxa, inclosa informació sobre l'entorn de RF, fent que cada client sigui conscient de la xarxa, facilitant la millora general de la xarxa sense fil.
802.11v descriu millores a la gestió de xarxes sense fil, com ara:
- Estalvi d'energia assistit per xarxa: ajuda els clients a millorar la durada de la bateria permetent-los dormir més temps. Per exemple, els dispositius mòbils utilitzen una certa quantitat de període d'inactivitat per assegurar-se que romanen connectats als punts d'accés i, per tant, consumeixen més energia quan realitzen les tasques següents en una xarxa sense fil.
- Itinerància assistida per la xarxa: permet que la WLAN enviï missatges als clients associats, perquè els millors AP s'associïn amb els clients. Això és útil tant per a l'equilibri de càrrega com per dirigir clients mal connectats.

## Estat
Després de diversos anys de desenvolupament com a esborrany d'estàndard, 802.11v es va ratificar com a esmena formal a l'estàndard 802.11 el 2 de febrer de 2011.